# Turistbus
En turistbus er en bus, som kun er udstyret med siddepladser. Turistbusser er ifølge EU's direktiv 2001/85 EG fra november 2001 køretøjer af "Klasse 3", altså "køretøjer, som kun er bygget til transport af siddende passagerer".

## Tekniske detaljer
Moderne turistbusser har som regel en seks- eller ottecylindret dieselmotor med én eller to turboladere, op til 16 liters slagvolume, en maksimal effekt over 375 kW (510 hk) og 6-, 8-, 12- eller 16-trins gearkasse. Udstyret omfatter ofte ABS, ASR, slidfrie ekstrabremser, vognbaneholdeassistent og afstandsafhængig fartpilot. Sikkerhedsseler til passagerpladserne er dog kun et krav på nye køretøjer.
Turistbusser er − i modsætning til by- og regionalbusser − udstyret med ekstra indretninger til lange ture, som for eksempel (men ikke altid):
- Nakkestøtter til alle passagerer
- Bekvemme sæder (ryglæn indstilleligt til soveposition), armlæn og liggestole til natture
- Fodstøtter
- Klapbare borde ved hver plads
- Drikkevareholder
- Køleskab
- Køkken
- Fralægningsplads til håndbagage
- Forskelligt sikkerhedsudstyr (sikkerhedsseler, retarder, ESP, ABS osv.)
- Et eller flere store bagagerum i bunden af bussen
- Dugfrie dobbeltlagsruder
- WC-anlæg (normalt under gulvet ved udgangen, tidligere også bagi bussen)
- Siddeplads ved siden af chaufføren til rejseleder
- Forhæng og læselampe ved hver siddeplads
- Mikrofon til beskeder
- Radioanlæg og videoanlæg
- Dvd-afspiller med hovedtelefontilslutning
- Billedskærm ved hver plads
- Parkeringsvarme
- Klimaanlæg
- Ofte også GPS-navigation og tilhørende ruteplanlægger

Størrelsen på enetages turistbusser kan variere fra cirka 30 og op til 59 siddepladser. Moderne turistbusser er ofte udført som høj- eller dobbeltdækkere. Moderne dobbeltdækkere kan transportere 70 eller flere personer. Som følge af den højere opbygning har passagererne bedre udsyn, hvilket især ved sightseeing er en fordel. Derudover er der bagagerum under passagerdækket.

## Stjernesystem
Turistbusser er klassificeret efter et "stjernesystem" (ligesom hoteller). Klassificeringen afhænger af sædeafstanden og yderligere komfortkriterier:
1. Bus med sædeafstand min. 65 cm (Standard-Class *), affaldsbeholder, mikrofon/musikanlæg, varme, ventilation og natbelysning
2. Udflugtsbus med sædeafstand min. 65 cm (Tourist-Class **), ekstra 15 liter opbevaringsrum pr. passager
3. Turistbus med sædeafstand min. 68 cm (Comfort-Class ***), ekstra min. 3 cm tykke justerbare ryglæn, dobbeltlagsruder, borde, læselamper, klimaanlæg, toilet med håndvask og minikøkken
4. Fjernrejsebus med sædeafstand min. 74 cm (First-Class ****), ekstra fodstøtter, ryglæn min. 4 cm tykke, også på sidste række kun 4 siddepladser
5. Luksusrejsebus med sædeafstand min. 81 cm (Luxus-Class *****), ryglæn min. 5 cm tykke (først fra 1. januar 1994)